# Tabanus impurus
Tabanus impurus är en tvåvingeart som beskrevs av Karsch 1888. Tabanus impurus ingår i släktet Tabanus och familjen bromsar.
Artens utbredningsområde är Kenya. Inga underarter finns listade i Catalogue of Life.